# Леополдини (Хабсбурги)
Леополдините (на немски: Leopoldinische Linie) са линия, клон на фамилията Хабсбурги.
Първият член на тази линия е херцог Леополд III (1351–1386), син на херцог Албрехт II и Йохана фон Пфирт, дъщеря на граф Улрих III фон Пфирт.
Фамилията Хабсбурги се разделя чрез договора от Нойберг на 25 септември 1379 г. на Леополдинска и Албертинска линии от братята Албрехт III с плитката и Леополд III. Леополд получава херцогствата Щирия (с Винер Нойщат), Каринтия, Крайна, Марка Виндика, Графство Горица и земите във Фриули, Графство Тирол и Горна Австрия западно от Арлберг.
Наследниците на Леополд III през 1406 г. отново поделят помежду си владенията, което дава началото на двете нови линии на фамилията Хабсбурги: Щирийска линия и Тиролска линия.

## Леополдинската линия
- Леополд III ((1351–1386), херцог на Австрия, Щирия, Каринтия (1365–1386)
- Вилхелм (1370–1406), херцог на Австрия (1386–1406)
- Леополд IV Дебелия (1371–1411), херцог на Австрия (1386–1411), граф на Тирол (1396-1406)
- Ернст Железни (1377–1424), херцог на Австрия (1406–1424), Каринтия и Щирия (Щирийска линия)
- Фридрих IV с празните джобове (1382–1439), граф на Тирол (1406– 1424) (Тиролска линия)
- Фридрих V (1415-1493), херцог на Австрия (1439–1493), император на Свещената Римска империя (Фридрих III) от 1452 г.
- Сигизмунд (1427–1496), херцог на Австрия, граф на Тирол (1439–1490)
- Албрехт VI (1418–1463), херцог на Австрия (1446-1463)